# Fadoro Lauru
Fadoro Lauru is een bestuurslaag in het regentschap Nias van de provincie Noord-Sumatra, Indonesië. Fadoro Lauru telt 1116 inwoners (volkstelling 2010).